# The Golf Specialist
The Golf Specialist est un film américain réalisé par Monte Brice et sorti en 1930.
C'est le premier film parlant de W. C. Fields, qui révéla au public sa voix caractéristique. C'est une reprise d'un sketch des Ziegfeld Follies datant de 1918.

## Fiche technique
- Réalisation : Monte Brice
- Scénario : W. C. Fields
- Production : Lou Brock
- Distributeur : RKO Pictures
- Photographie : Frank Zucker
- Durée : 20 minutes
- Dates de sortie: 
  - États-Unis : 22 août 1930

## Distribution
- W. C. Fields : J. Effingham Bellweather
- Johnny Kane : Walter
- John Dunsmuir : le détective
- Shirley Grey : la femme du détective
- William Black : Deep Sea McGurk
- Naomi Casey : Bratty
- Allen Wood : Caddy
- Harriet MacGibbon : la femme au chien

## Diffusion
C'est des trois films de W. C. Fields tombés dans le domaine public, avec Le Dentiste (1932), et The Fatal Glass of Beer (1933), et qui figurent sur des compilations des films de l'acteur.